# 李穆生
李穆生（1898年—1973年），男，湖南彬县人，中国医学家，曾任陆军第一医院院长、重庆陆军医院院长、上海陆军医院院长。